# Tautliner
 (avril 2016).
Si vous disposez d'ouvrages ou d'articles de référence ou si vous connaissez des sites web de qualité traitant du thème abordé ici, merci de compléter l'article en donnant les références utiles à sa vérifiabilité et en les liant à la section « Notes et références ».

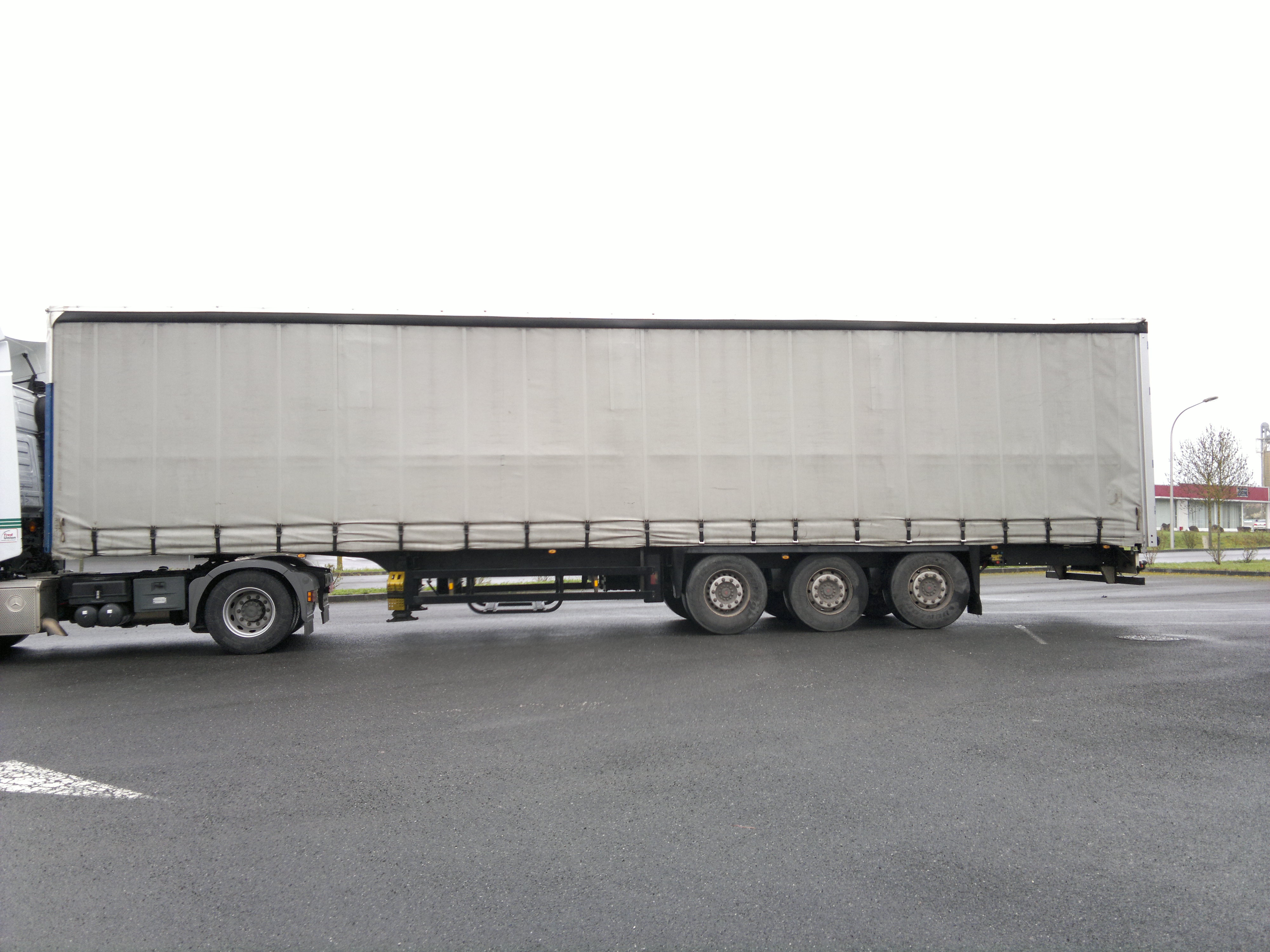
Semi-remorque de type « Tautliner ».

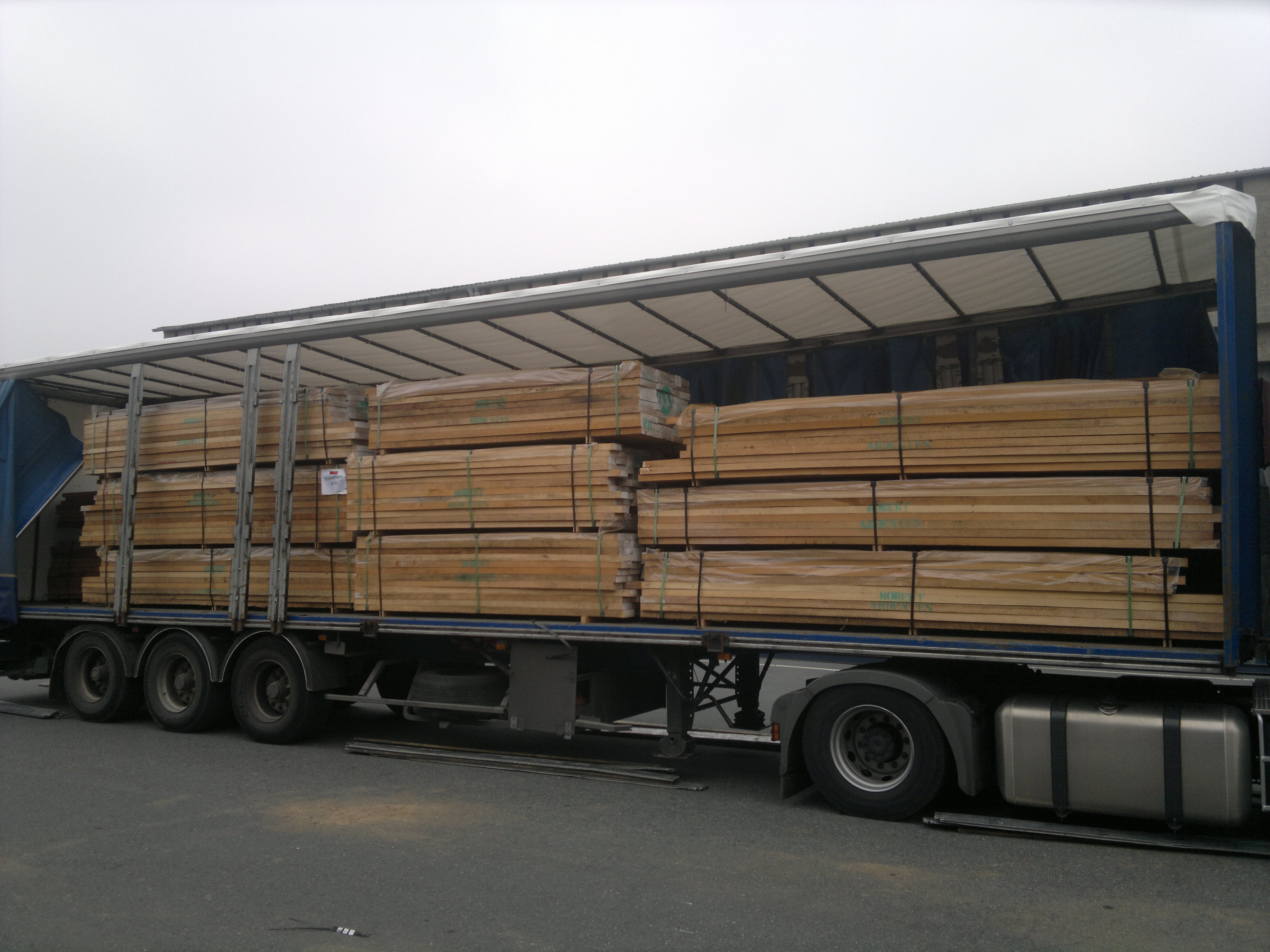
À gauche, les poteaux repoussés à l'arrière.

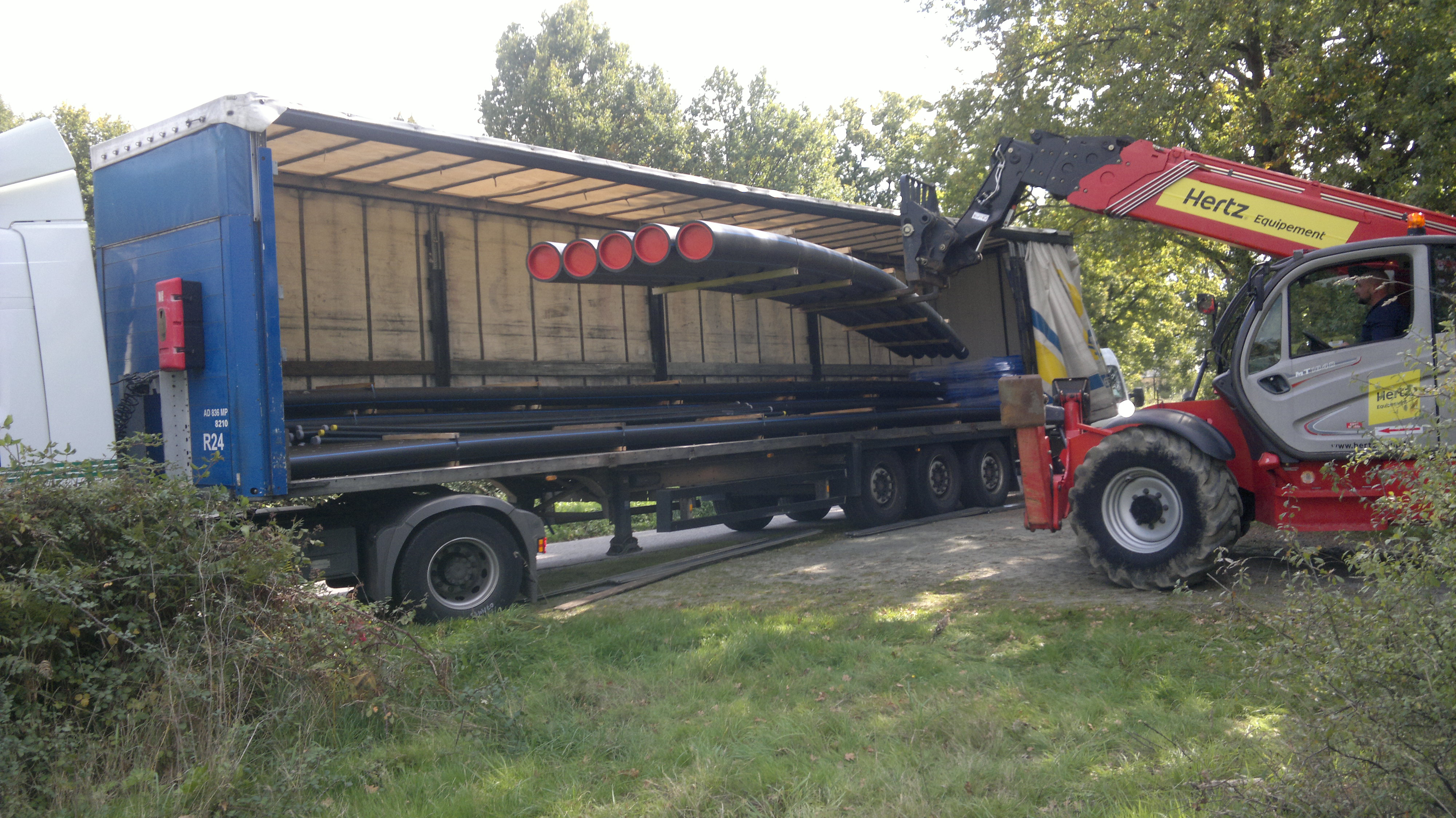
Ouverture complète pour grande longueur.

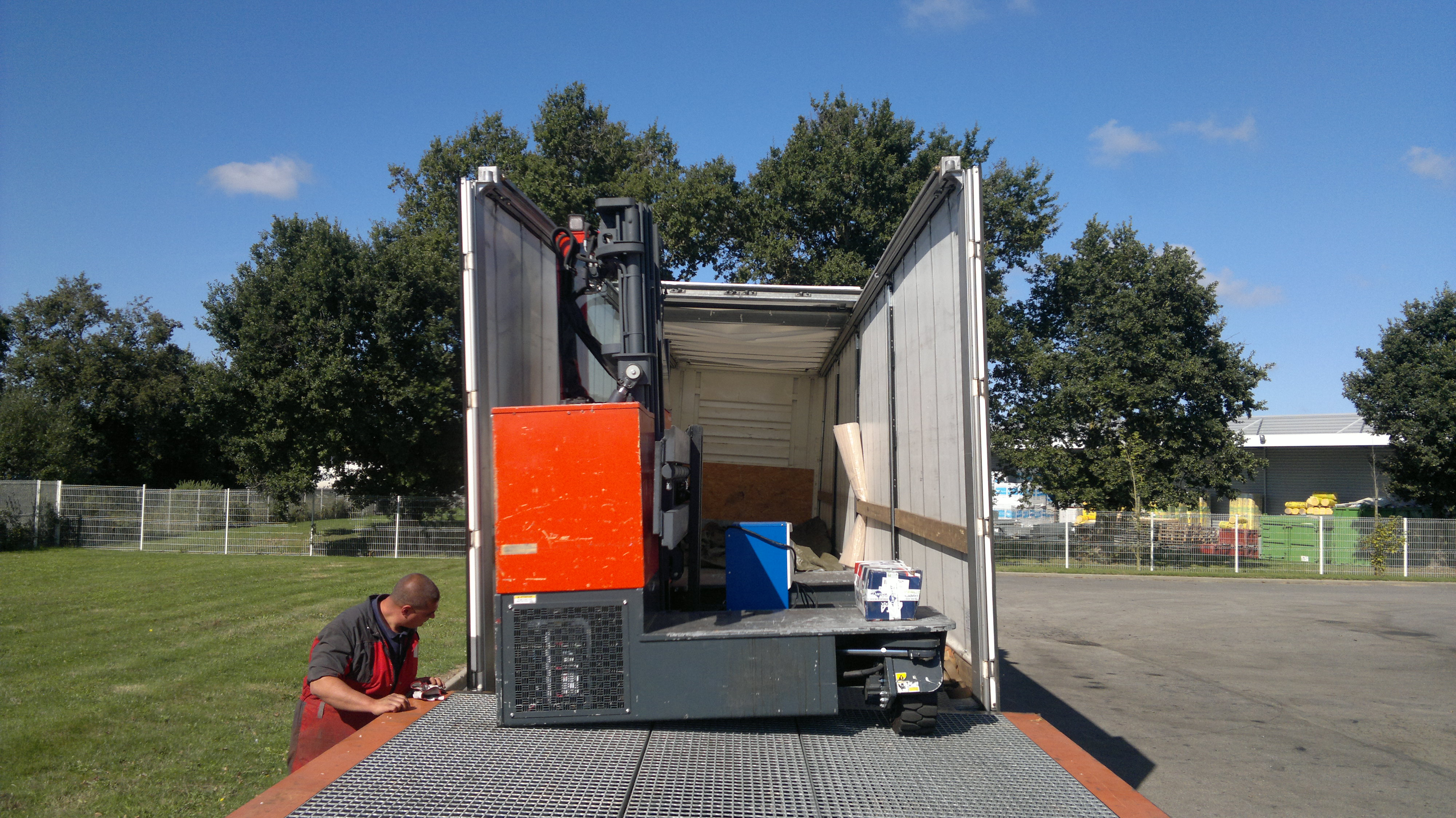
Ouverture arrière et supérieure.

Tautliner désigne un type précis de carrosserie de porteur, remorque ou semi-remorque destiné au transport routier de marchandises.

## Description
Ce système s'impose sur le marché dès le début des années 1980, créé par une société anglaise Boalloy de Congleton, Cheshire, afin de sécuriser les opérations de manutention pour les conducteurs désormais chargés de cette tâche. 
C'est un système de rideaux coulissants suspendus par des roulettes dans des gorges de la structure supérieure (profilé aluminium) du véhicule et maintenus au niveau du châssis par des sangles de tension. Ce système permet de libérer toute la longueur disponible pour un chargement latéral (au chariot élévateur) ou par le dessus (au pont roulant). Curtains can be rated to restrain a load of a defined weight per metre but only if the load is positioned within a certain distance from the curtain. La société a breveté le concept en 1969 et attribue une grande partie de sa popularité à son adoption par le transporteur Eddie Stobart.

## Avantages
- Possibilité de manipuler les bâches de protection (latérales et de toit) depuis le sol et/ou le plancher de la remorque, par opposition à la « Savoyarde » qui réclame l'utilisation systématique d'une échelle (manœuvre accidentogène).
- Facilité de chargement et de déchargement des marchandises particulièrement encombrantes (palettes lourdes, pièces métalliques, blocs de béton...) et souvent indivisibles.
- Facilité de sanglage des marchandises grâce à des attaches placées sous le châssis ou le long du plancher.
- Entretien et réparation simplifiés, tant sur les structures que sur la bâche elle-même.
- Le chargement et le déchargement par l'arrière reste possible, ce qui fait de ce type de véhicule un outil polyvalent.

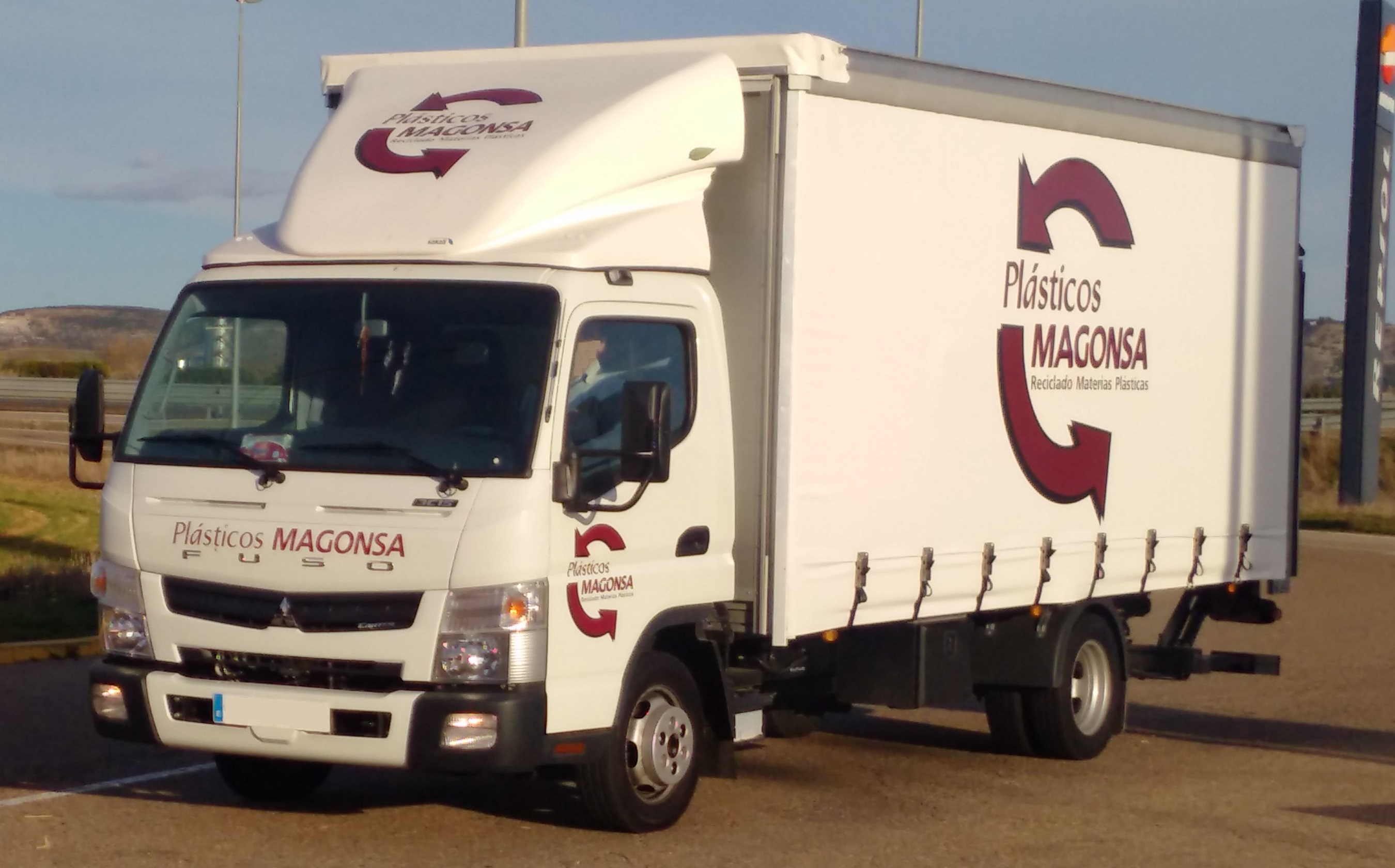
Tauliner camion léger avec la boîte.

## Inconvénients
- Vu le type de matériaux utilisés (pour diminuer le poids à vide, donc pour augmenter la charge utile...) en particulier pour la tenue de la bâche, un grand soin doit être apporté à son utilisation.
- Les bâches sont souvent découpées lors de vol de marchandise quand le véhicule est à l'arrêt.
- Les planches de maintien latéral des poteaux coulissants s'usent assez rapidement.
- Les sangles de tension des bâches latérales ont tendance à se déchirer par la fréquence d'utilisation, les vibrations et torsions pendant le transport et la tension parfois exagérée.
- Les portes arrière sont souvent difficiles à refermer car la légèreté des matériaux de la structure provoque du jeu, voire une déformation majeure.

## Utilisation
- Ouverture de chaque sangle de tension de la bâche latérale.
- Détente de la bâche au moyen d'un mécanisme à engrenages enroulant une barre qui se loge dans un axe, à l'avant et à l'arrière.
- Coulissement de la bâche.
- Retrait des planches de bois et déplacement des poteaux coulissants.

En fin de chargement, la fermeture se fait dans le sens contraire de l'énoncé ci-dessus.

## Ouverture et fermeture de la bâche de toit
L'utilisateur n'a pas besoin de se servir d'une échelle, une barre (munie d'un crochet à une extrémité et une poignée à l'autre), équipant le véhicule, permet de faire coulisser la bâche supérieure. Un système de verrouillage de sécurité maintient la bâche fermée. Selon les marques, un système de poulies, câbles et manivelle tire la bâche vers l'avant.